# Hammarkinds kontrakt
Hammarkinds kontrakt var ett kontrakt i Linköpings stift inom Svenska kyrkan. Kontraktet förenades 1 januari 1962 med Vikbolands kontrakt och bildade kontraktet Vikbolandets och Hammarkinds kontrakt. Kontraktet omfattande Hammarkinds härad och Söderköpings stad.

## Församlingar
Församlingar som ingick in Hammarkinds kontrakt.
- S:t Laurentii församling som före 1953 benämndes Söderköpings församling.
- Skönberga församling
- Mogata församling
- Skällviks församling
- Börrums församling
- S:t Anna församling
- Gryts församling
- Ringarums församling
- Valdemarsviks församling bildad 1919.
- Drothems församling
- Västra Husby församling som förenades 1919 med Gårdeby församling 1919 i ett pastorat, som under en tid delades mellan Skärkinds kontrakt och Hammarkinds kontrakt, innan det slutligen tillfördes Skärkinds kontrakt i sin helhet 1932 (1940).

## Kontraktsprostar
| Ämbetstid  | Namn                          | Levnadstid | Övrigt                                 |
| ---------- | ----------------------------- | ---------- | -------------------------------------- |
| 1287       | Thwlpho                       |            | Kyrkoherde i S:t Laurentii församling. |
| 1370–talet | Birger                        |            | Kyrkoherde i S:t Laurentii församling. |
| 1391       | Herman Bagge                  |            | Kyrkoherde i S:t Laurentii församling. |
| 1590       | Andreas Matthaei              |            | Kyrkoherde i Skönberga församling.     |
| 1598–1637  | Johannes Prytz                | 1550–1637  | Kyrkoherde i S:t Laurentii församling. |
| 1639–1642  | Petrus Bjugg                  | 1587–1656  | Kyrkoherde i S:t Laurentii församling. |
| 1643       | Samuel Enander                | 1607–1670  | Kyrkoherde i S:t Laurentii församling. |
| 1650–1659  | Johannes Lothigius            | 1604–1668  | Kyrkoherde i S:t Laurentii församling. |
| 1659–1672  | Laurentius Laurinus den yngre | 1613–1672  | Kyrkoherde i S:t Laurentii församling. |
| 1672–1701  | Christiernus Christophori     | 1623–1701  | Kyrkoherde i S:t Laurentii församling. |
| 1701–1711  | Constans Collin               | 1656–1711  | Kyrkoherde i S:t Laurentii församling. |
| 1712–1723  | Simon Löfgren                 | 1661–1723  | Kyrkoherde i S:t Laurentii församling. |
| 1725–1737  | Petrus Lithzenius             | 1663–1737  | Kyrkoherde i S:t Laurentii församling. |
| 1739–1749  | Carl Echman                   | 1686–1749  | Kyrkoherde i S:t Laurentii församling. |
| 1751–1764  | Petrus Wadmark                | 1699–1764  | Kyrkoherde i S:t Laurentii församling. |
| 1766–1769  | Martin Lidén                  | 1700–1769  | Andrea teologi lektor i Linköping.     |
| 1770       | Lars Petersson                |            | Kyrkoherde i Ringarums församling.     |
| 1771–1784  | Jonas Breding                 | 1725–1784  | Kyrkoherde i S:t Laurentii församling. |
| 1785       | Olof Lindblom                 |            | Kyrkoherde i Mogata församling.        |
| 1811–1821  | Arvid Johan Wallbeck          | 1748–1821  | Kyrkoherde i Drothems församling.      |
| 1822       | Jacob Östberg                 | 1775–1857  | Kyrkoherde i Mogata församling.        |
| 1849–1856  | Petter Nejdel                 | 1794–1856  | Kyrkoherde i S:t Laurentii församling. |
| 1860–1886  | Carl Magnus Joachim Petrelli  | 1806-1889  | Kyrkoherde i S:t Laurentii församling. |
| 1886–1897  | Gustaf Lundqvist              | 1827–1905  | Kyrkoherde i Skällviks församling.     |
| 1897–1901  | Gustaf Svenson                | 1852–1933  | Kyrkoherde i Eksjö församling.         |
| 1903–1913  | Hugo Ulander                  | 1861-1937  | Kyrkoherde i S:t Laurentii församling. |
| 1914–1925  | Gustaf Gustafson              | 1852-1936  | Kyrkoherde i Gryts församling.         |
| 1925–1949  | Karl Torenfält                | 1886–1949  | Kyrkoherde i Drothems församling.      |
| 1949–1955  | Baltzar Jennes                | 1892–1962  | Kyrkoherde i Ringarums församling.     |